# Horia (okręg Konstanca)
Horia – wieś w Rumunii, w okręgu Konstanca, w gminie Horia. W 2011 roku liczyła 684 mieszkańców.